# Scuola Etrusca
Per Scuola Etrusca (1883-1886) si intende un'associazione di pittori, fondata da Giovanni Costa, detto Nino.

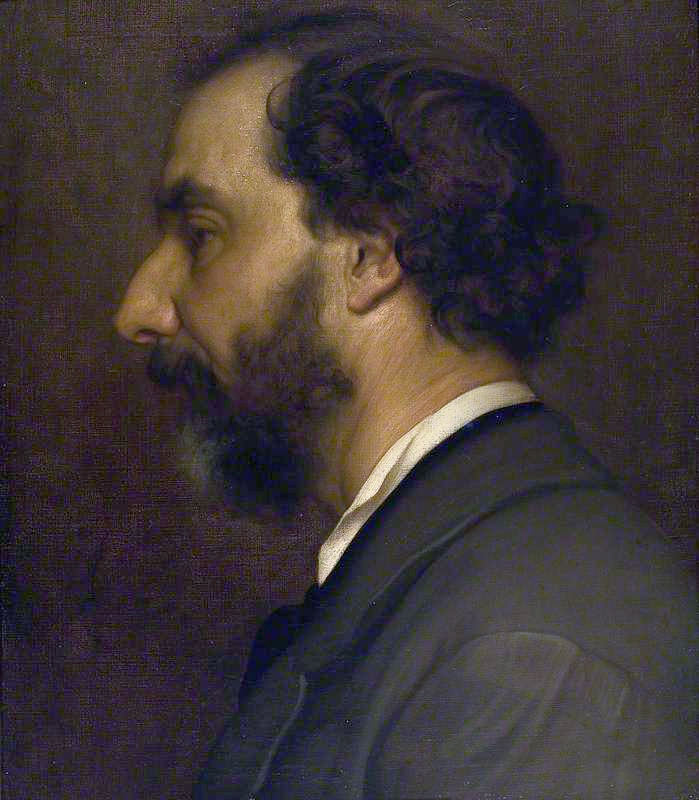
Frederic Leighton, ritratto di Giovanni Costa

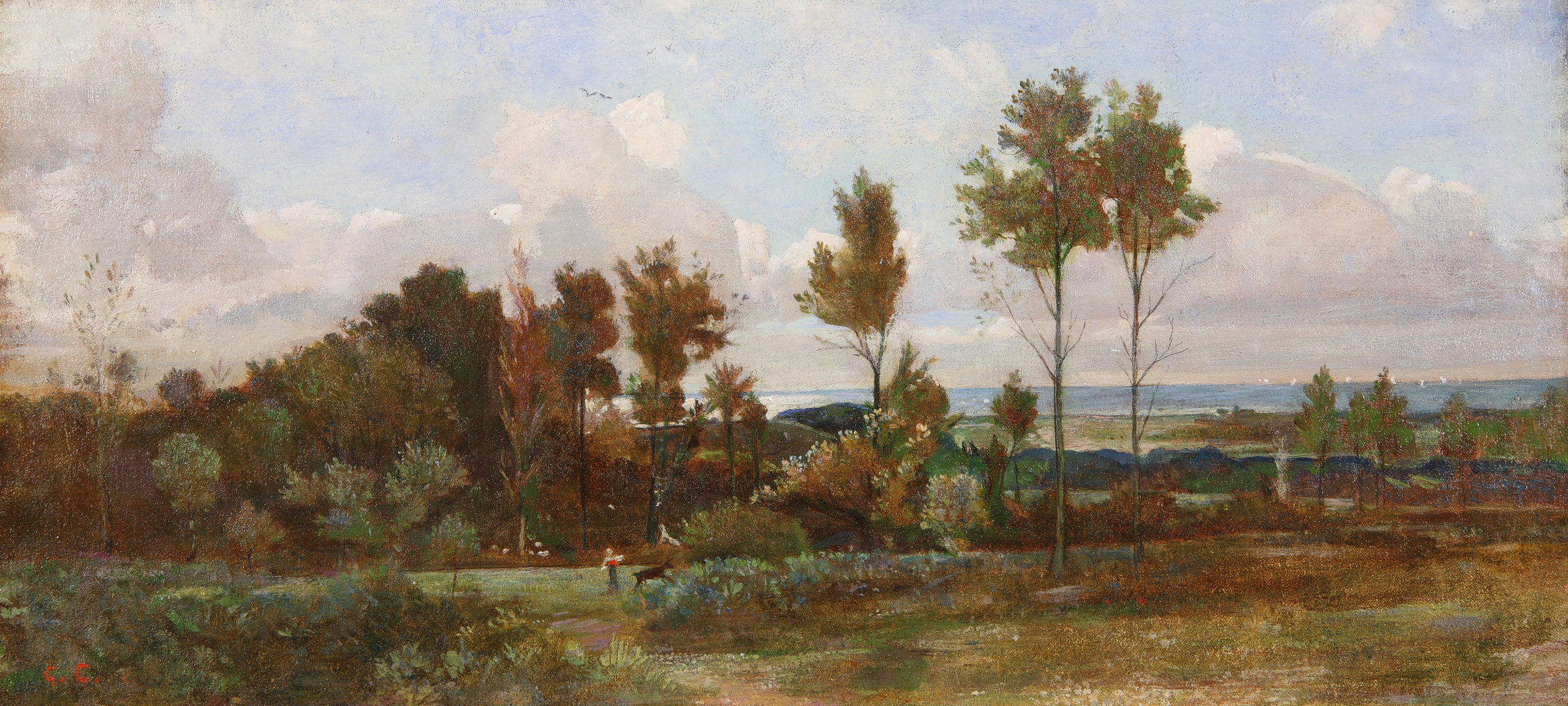
Nino Costa, Paesaggio nelle vicinanze del mare, 1885

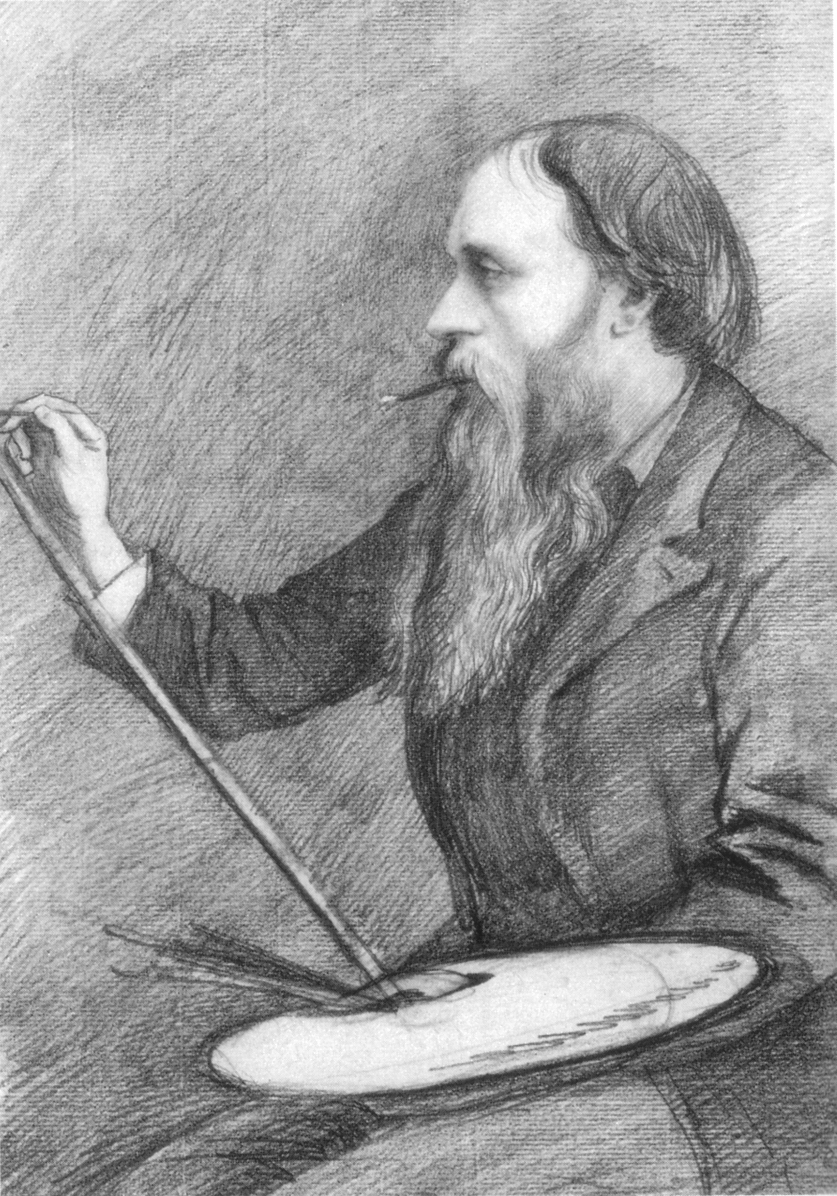
George Howard (pittore), ritratto di Edward Burne-Jones

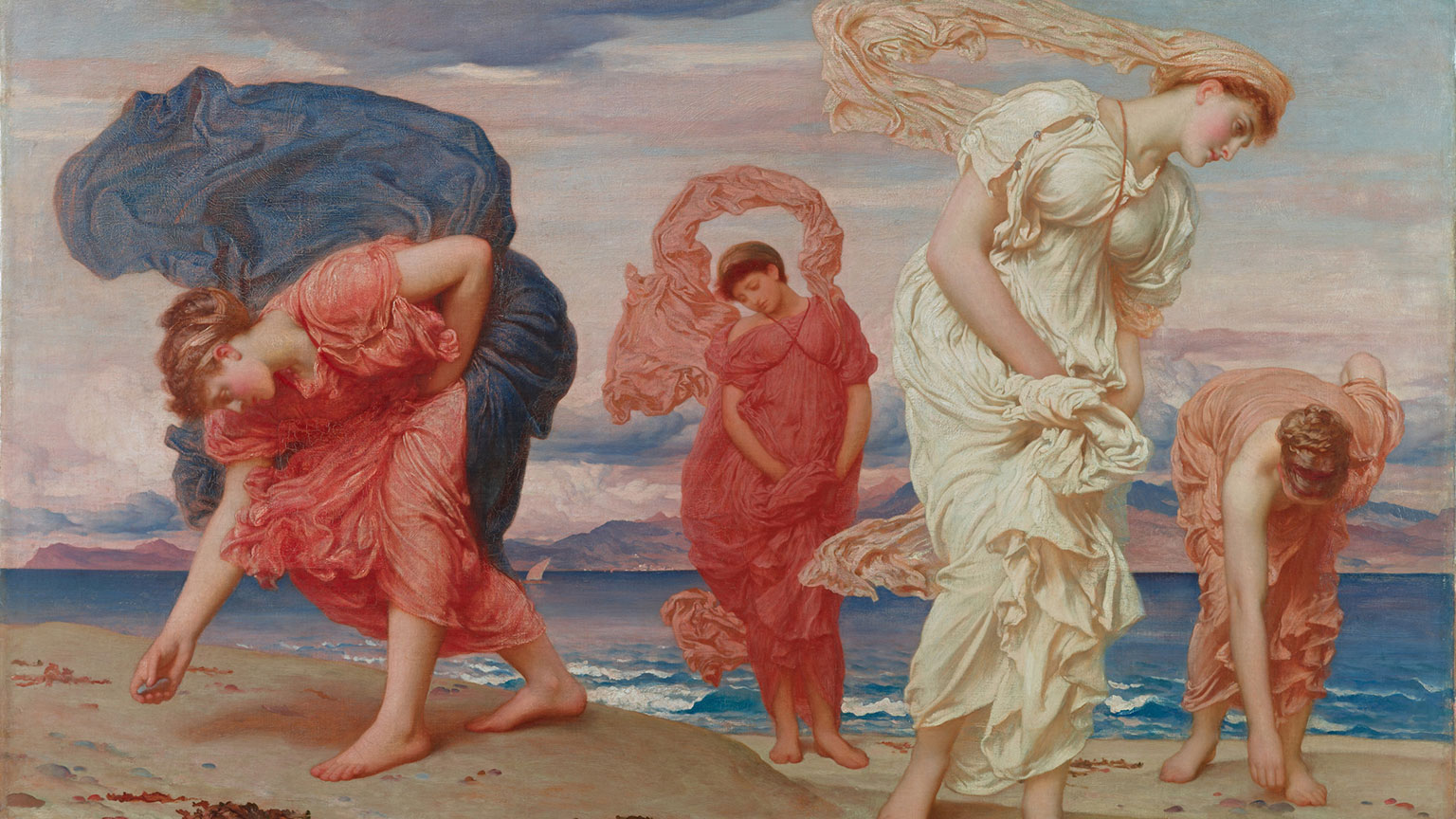
Frederic Leighton, Greek girls picking up pebbles by the sea,1871

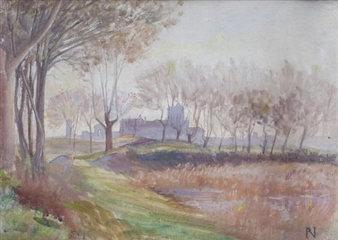
Napoleone Parisani, Castello

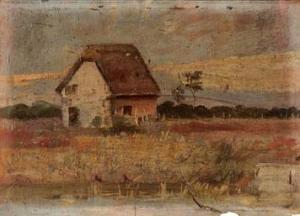
Norberto Pazzini, Il capanno di Garibaldi, 1888

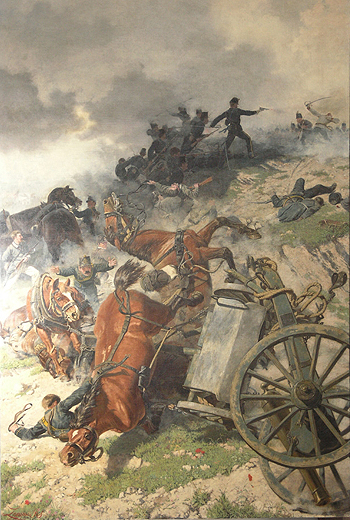
Lemmo Rossi-Scotti, Perrone di San Martino a Custoza (1866)

## Dipingereen plein air
Durante l’inverno 1883 si forma attorno alla figura del pittore Giovanni Costa un gruppo di amici pittori che si autodefiniscono la Scuola Etrusca, dal soprannome di Costa, detto L’Etrusco: nel 1863 egli aveva dipinto Un idillio nella Black Country, ispirato a un disegno della ceramica inglese Wedgewood, detta Etruria.
Le opere pittoriche degli artisti della Scuola Etrusca devono cogliere un sentimento dalla natura, attraverso la diretta osservazione dal vero. Il paesaggio, ritratto alla luce naturale e nelle diverse ore della giornata, è dunque il mezzo ideale per restituire, attraverso l'arte, il senso di totalità e di armonia del creato.
La maturazione di questa idea in Giovanni Costa è lenta e continua, in parte anche sofferta. Nel 1852 egli aveva conosciuto George Nason, in compagnia del quale aveva dipinto en plein air nella Campagna romana; nel 1853 aveva avuto i primi contatti con Frederick Leighton; ad Ariccia, nel 1855, aveva dipinto dal vero insieme al pittore svizzero Emile David (1824-1891); nel 1858 aveva conosciuto un gruppo di Preraffaelliti all’Hogarth Club e li aveva frequentati per anni; aveva avuto contatti con Charles Caryl Coleman (1840-1928), che ritraeva dal vero. In un viaggio a Parigi aveva incontrato Camille Corot (1796-1875).
A Firenze Costa si confrontava con i Macchiaioli e con il critico Diego Martelli. Passava lunghi periodi nella sua casa in Toscana, dove invitava amici pittori. Dalla somma di questi contatti Costa verificò che una decisa evoluzione nel gusto si manifestava in determinati ambienti della pittura italiana, inglese e francese: si abbandonava la rappresentazione storica e mitologica e si guardava alla poesia della natura.
I primi associati intorno al progetto artistico della Scuola Etrusca sono stati: 
- Nino Costa,
- George Howard (pittore) (1843-1911), pittore americano
- Frederic Leighton (1830-1896),
- Matthew Ridley Corbet (1850-1902),
- Edith Corbet (1850 ca.-1920),
- Edgar Barclay (pittore) (1842-1913),
- Alfred Gilbert (pittore) (1854-1934),
- Walter Maclaren (attivo 1869-1893),
- George Mason (pittore) (1818-1872),
- William Blake Richmond (1842-1912),
- Cesare Formilli (1860 ca.-1935 ca.),
- Napoleone Parisani (1854-1932), pittore e collezionista d'arte
- Gaetano Vannicola (1859-1923), pittore e architetto.
- Arthur Lemon (1850-1912)

Nel 1884, al primo gruppo si unì:
- Norberto Pazzini (1856-1937).

Nel 1885 si aggregarono:
- Giuseppe Cellini (1855-1940),
- Lemmo Rossi-Scotti (1848-1926),
- Giulio Rolland (1859-1913).

Nel 1886 si unirono, per ultime:
- Lisa Stillman,
- Marie Stillman.

Un gruppo consistente di artisti della Scuola Etrusca nel 1884 si presentò alla mostra The Art of the Grosvenor Gallery, allestita a Liverpool. Più tardi la Scuola Etrusca lasciò la Grosvenor Gallery, per esporre alla New Gallery. Nel 1887 alla Royal Jubilee Exhibition di Manchester erano presenti anche alcuni "etruschi" stranieri: Barclay, Crane, Gilbert, Leighton, Maclaren, Mason e Richmond.

## DallaScuola EtruscaaIn arte libertas
Alla Mostra della Promotrice Romana, a primavera 1885, Giovanni Costa espone tre opere. Edoardo Scarfoglio lo attacca sulle pagine del "Fanfulla della Domenica", per la tendenza di Costa ad ironizzare sulla pittura contemporanea italiana e a preferire l'arte moderna straniera, soprattutto quella inglese: ne nasce una lunga polemica.
Nonostante la pressione di Giovanni Fattori su Martelli e su Ferdinando Martini, allora ministro della Pubblica Istruzione, lo Stato non acquista dipinti di Costa che, deluso, pubblica un suo programma per giovani artisti italiani che chiama in un primo tempo Art en Italie, e che è basato sulle parole magiche "amore" e "libertà".
Giovanni Costa è sostenuto da Alfredo Ricci (1864-1889), da Giuseppe Cellini e da Alessandro Morani (1859-1941). Tra il 1885 e il 1886 Costa forma la nuova associazione che chiama In arte libertas e che ottiene sostegno morale e materiale da alcuni suoi seguaci e amici "etruschi" inglesi.
La pittrice Winifred Roberts (1893-1981), figlia di Cecilia Howard (1869-1947) che è stata la prima moglie dell'artista inglese Ben Nicholson, ha trascritto i principi fondamentali della cosiddetta Bibbia della Scuola Etrusca, così come sua madre li aveva uditi enunciare dalla viva voce di Giovanni Costa